# Malappuram
Malappuram är en stad i den indiska delstaten Kerala, och är huvudort för distriktet Malappuram. Folkmängden uppgick till cirka 100 000 invånare vid folkräkningen 2011. Hela storstadsområdet (inklusive bland annat Manjeri och Ponnani) hade cirka 1,7 miljoner invånare 2011.